# Gustav Lange
Gustav Lange (ur. 13 sierpnia 1830 w Schwerstedt niedaleko Erfurtu, zm. 20 lipca 1889 w Wernigerode) – niemiecki kompozytor okresu romantyzmu.